# District scolaire 3 (Nouveau-Brunswick)
Le district scolaire 3 est un district scolaire francophone de la province canadienne du Nouveau-Brunswick. 

## Mission et vision

### Mission
Voir
http://www.district3.nbed.nb.ca

### Vision
Analyse

## Écoles
- Carrefour de la Jeunesse
- Centre d'Apprentissage du Haut-Madawaska (C.A.H.M.)
- Cité des Jeunes A.-M.-Sormany

- École Écho-Jeunesse
- École Ernest-Lang
- École Grande-Rivière

- École Marie-Gaétane
- École Marie-Immaculée
- École Mgr-Lang

- École Mgr-Martin
- École Mgr-Matthieu-Mazerolle
- École Notre-Dame

- École Sainte-Anne
- École St-Jacques
- École St-Joseph [Maternelle]  [Primaire]

- Élémentaire Sacré-Cœur
- Polyvalente A.-J.-Savoie
- Polyvalente Thomas-Albert

- Régionale Saint-Basile
- Régionale-de-Saint-André